# Ранко Јаковљевић
Ранко Јаковљевић је српски правник, историчар и публициста из Кладова. Писац је низа историографских радова чији су предмет преламања великих историјских збивања на подручју подунавског Ђердапа.

## Истраживачки и културни рад
Његове текстове објављивали су Српска академија наука, Патријаршија Српске православне цркве, Универзитет у Нишу, Универзитет Аурел Влајку Арад, Румунија, Музеј науке и технике у Београду, Јеврејски историјски музеј Југославије, Историјски архив Крајине, Кључа и Пореча Неготин, Архив Тимочке крајине Зајечар, Архив Видин,
Бугарска, електронска Библиотека српске културе Растко, портали Историја Балкана, Православље и магазина Alia Mundi (magazin za kulturnu raznolikost). Био је сарадник Матицe српскe на изради Српског биографског речника...
Правне расправе Ранка Јаковљевића из области управног и уставног права публиковали су: Удружење правника Србије, Министарство финансија- Управа царина, Удружење судија и тужилаца Србије, Удружење судијских и тужилачких помоћника Србије...
Године 2013. члан је редакцијског колегијума магазина за науку и уметност у транзицији Еуропа Нови Сад
Његови радови коришћени су приликом истраживања у Србији, Русији, Бугарској, Мађарској, Хрватској и Румунији и увршћени у десетак библиографија из области историје, социологије, етнологије, права. Поједини текстови штампани у оквиру тематских целина монографија насталих 2012- 2013. г. из пера проф. Драгољуба Ђорђевића - Кафанологија, Службени гласник Београд, и проф. Carmen Bulzan- Ada-Kaleh - Insula Amintirilor, Editura Prier Romania, а један број наслова у каталозима је и Конгресне библиотеке Вашингтон, националне библиотеке Холандије.
Аутор је пројекта отварања информационо-документационог центра за истраживање прогона грађана Источног блока из времена комунистичких диктатура у Румунији и Србији и изградње меморијалног комплекса на Ђердапу, посвећеног жртвама настрадалим приликом покушаја преласка државне границе на Дунаву у ђердапској регији 1948-1989. г. уз подршку Националног института Владе Румуније - Institut National pentru Memoria Exilului Romanesc. На исту тему био је консултант новинарке Carmen Moise приликом продукције документарне емисије Ultima Frontiera на букурештанској ТВ станици Antena 3, године 2012. добио номинације за најбољу документарну тв драму и најбољи издавачки подухват на Светском филмском и ТВ фестивалу у Њујорку 2013. г., као и Marine Constantinoiu за серију репортажа у листу Jurnalul National, Букурешт 2005. г. под називом Cazanele mortii.
Актер је и иницијатор обележавања страдалништва у нацистичким прогонима Јевреја из средњoевропских земаља Кладово транспорт, једна трагична прича 2002. г...
Књиге Атлантида у Србији и Историја једне границе уврштене су каталоге Станфордског Универзитета, Socratres Stanford's Online Catalog и University of Toronto Libraries, првонаведена и у ''UCL London's Global University, School of Slavonic and East European studies Library. Пут светог Никодима налази се у библиотечкој збирци Музеја Српске православне цркве у Београду. Јеврејски код у књижевном је фонду Beth Hatefutsoth- The Nahum Goldman Museum of Jewish Diaspora у Тел Авиву, као и Deutsche Nationalbibliothek. Уместо домовине читав свет у поставци је београдског Музеја ромске културе. Студије, Јевреји на североисточним границама Србије и Збрињавање јеврејских избеглица бродом Краљица Марија део су документарне збирке Yad Vashem Музеја Холокауста у Јерусалиму, а рад Цигани Кладова сврстан у библиографију Школе ромолошких студија Универзитета у Нишу. Књига Било једном једно Кладово налази се у каталозима University of California Berkeley Library и Cornell University Library

## Штампане монографије
- Речник локалне самоуправе, Скупштина Општине Кладово, 2002.
- Сви ђердапски мостови, Скупштина Општине Кладово, 2002. и 2003.
- Тимочка српска елита почетком XX века, Општина Кладово Кладово, 2002
- Руси у Србији, „Беокњига“.
- Гвоздена врата Атлантиде, „Беокњига“.
- Јеврејски код, „Беокњига“.
- Уместо домовине читав свет, „Беокњига“.
- Пут Светог Никодима, „Беокњига“.
- Атлантида у Србији, „Пешић и синови“. .
- Историја једне границе, „Пешић и синови“ и Р. Јаковљевић. .
- Капија народа на Ђердапу, „Пешић и синови“. .
- Било једном једно Кладово, „Пешић и синови“. .
- Сан - Ада Кале, „Пешић и синови“. .
- Између пера и мача, „Пешић и синови“. .
- Знакословље, „Пешић и синови“. .
- Говор новца-Прилози за историју корупције и проституције, „Пешић и синови“ Београд. 2014.  978-86-7540-182-7..
- Обећана земља, „Пешић и синови“ Београд. 2014.  978-86-7540-183-4..
- Српски изданци румунске стварности, „Пешић и синови“ Београд. 2015.  978-86-7540-210-7.
- Елементи, „Пешић и синови“ Београд. 2015.  978-86-7540-209-1.
- Крај Дунава, „Центар академске речи“ Шабац. 2018.  978-86-80142-27-2.

## Књиге на интернету
- Капија народа на Ђердапу, 2. део
- Од злата удица- прилози за историју риболова
- На леђима Дунава- фрагментарни животопис Ђердапа
- Француска улица Кладово
- Италија Србија
- Кладово у књижевности
- Кладово у документима и медијима
- Ђердап арт
- Свет масона
- ПТТ у служби историје,
- Краљевство соли
- Право као историја
- На други поглед: 50 година ХЕ Ђердап